# Atyidae
Los átidos o atíidos (Atyidae) son una familia de crustáceos decápodos del infraorden Caridea presente en todas las aguas tropicales y templadas del mundo. Las especies de esta familia son casi siempre de agua dulce. Esta es la única familia de la superfamilia Atyoidea.

## Género y especies
- Subfamilia Atyinae
  - Género Atya (Atyoida, Atya)
  - Género Atyopsis
  - Género Caridina
  - Género Neocaridina
- Subfamilia Caridellinae
  - Género Halocaridina
  - Género Pycnisia
- Subfamilia Paratyinae
  - Género Atyaephyra
  - Género Paratya
  - Género Troglocaris
- Subfamilia Typhlatyinae
  - Género Typhlatya
- Incertae Sedis
  - Antecaridina
  - Atyopsis
  - Edoneus
  - Haminaea
  - Jolivetya
  - Kalriana
  - Paracaridina
  - Syncaris
    - Syncaris pacifica